# برونو کایرس
برونو کایرس (انگلیسی: Bruno Caires؛ زادهٔ ۲ آوریل ۱۹۷۶) بازیکن سابق فوتبال اهل پرتغال است که در پست هافبک دفاعی بازی می‌کرد.
وی همچنین در تیم‌های ملی فوتبال زیر ۱۶ سال پرتغال، زیر ۱۷ سال پرتغال، زیر ۱۸ سال پرتغال، زیر ۲۰ سال پرتغال، و زیر ۲۱ سال پرتغال بازی کرده‌است.